# Chantes
Chantes ist eine Gemeinde im französischen Département Haute-Saône in der Region Bourgogne-Franche-Comté.

## Geographie
Chantes liegt auf einer Höhe von 210 m über dem Meeresspiegel, fünf Kilometer südwestlich von Scey-sur-Saône-et-Saint-Albin und etwa 16 Kilometer westlich von Vesoul (Luftlinie). Das Dorf erstreckt sich im zentralen Teil des Departements, leicht erhöht am südlichen Rand der Talniederung der Saône, die hier einen weiten Bogen nach Norden zeichnet, gegenüber von Rupt-sur-Saône. 
Die Fläche des 6,57 km² großen Gemeindegebiets umfasst einen Abschnitt des mittleren Saône-Tals. Das Gebiet wird im Osten, Norden und Westen von der Saône eingefasst, die hier eine große Schleife bildet. Sie fließt durch eine breite Alluvialniederung. Die Talaue liegt durchschnittlich auf 202 m und weist eine Breite von ungefähr zwei Kilometern auf. Der Fluss ist zur Wasserstraße ausgebaut, wobei die Schleifen durch Seitenkanäle abgeschnitten werden. Die Flussufer sind deshalb im Bereich von Chantes weitgehend in naturnahem Zustand erhalten, und die Saône bildet an mehreren Orten kleine Inseln.
Vom Plateau südlich des Saônetals ragt ein Sporn in den Flussbogen hinaus. Er besteht aus einer Wechsellagerung von kalkigen und sandig-mergeligen Sedimenten der oberen Jurazeit. Die fruchtbaren Böden der Talebene und des Plateaus werden überwiegend landwirtschaftlich genutzt. Nach Süden erstreckt sich das Gemeindeareal bis in die ausgedehnte Waldung des Bois de l'Abbé. Mit 262 m wird hier die höchste Erhebung von Chantes erreicht. 
Nachbargemeinden von Chantes sind Rupt-sur-Saône im Norden, Ovanches im Osten, Traves und Soing-Cubry-Charentenay im Süden sowie Fédry im Westen.

## Geschichte
Im Mittelalter gehörte Chantes zur Freigrafschaft Burgund und darin zum Gebiet des Bailliage d’Amont. Die lokale Herrschaft hatten die Herren von Rupt inne. Südwestlich des Dorfes ließen die Malteser eine Kommende erbauen, die seinerzeit zu den schönsten des Ordens gehörte (heute wird das Gebäude als Landwirtschaftsbetrieb genutzt). Zusammen mit der Franche-Comté gelangte Chantes mit dem Frieden von Nimwegen 1678 definitiv an Frankreich. Heute ist Chantes Mitglied des 22 Ortschaften umfassenden Gemeindeverbandes Communauté de communes des Combes.

## Sehenswürdigkeiten
Die Kirche (Église de l'Exaltation-de-la-Sainte-Croix) von Chantes wurde im 18. Jahrhundert an der Stelle eines früheren Gotteshauses erbaut, von dem noch der gotische Chorraum erhalten ist. Zu ihrer bemerkenswerten Ausstattung zählen zwei Statuen des heiligen Pantaleon, Gemälde aus dem 18. Jahrhundert und ein Taufbecken aus dem 16. Jahrhundert.

## Bevölkerung
| Jahr                       | 1962 | 1968 | 1975 | 1982 | 1990 | 1999 |
| Einwohner                  | 167  | 160  | 119  | 109  | 110  | 112  |
| Quellen: Cassini und INSEE |      |      |      |      |      |      |

Mit 107 Einwohnern (1. Januar 2022) gehört Chantes zu den kleinsten Gemeinden des Département Haute-Saône. Nachdem die Einwohnerzahl in der ersten Hälfte des 20. Jahrhunderts deutlich abgenommen hatte (1886 wurden noch 279 Personen gezählt), wurden seit Mitte der 1970er Jahre nur noch geringe Schwankungen verzeichnet.

## Wirtschaft und Infrastruktur
Chantes war bis weit ins 20. Jahrhundert hinein ein vorwiegend durch die Landwirtschaft (Ackerbau, Obstbau und Viehzucht) und die Fischerei geprägtes Dorf. Außerhalb des primären Sektors gibt es nur sehr wenige Arbeitsplätze im Ort. In den letzten Jahrzehnten hat sich das Dorf zu einer Wohngemeinde gewandelt. Viele Erwerbstätige sind deshalb Wegpendler, die in den größeren Ortschaften der Umgebung ihrer Arbeit nachgehen.
Der Ort liegt abseits der größeren Durchgangsachsen an einer Departementsstraße, die von Rupt-sur-Saône nach Soing führt. Eine weitere Straßenverbindung besteht mit Traves.